# マイケル・フレイター
マイケル・フレイター（Michael Frater, 1982年10月6日 - ）は、ジャマイカの陸上選手。身長は175センチで、体重は78キロ。北京オリンピック男子4×100 mリレーの金メダリスト。

## 経歴
世界陸上ヘルシンキ大会では男子100 mにおいてアメリカ合衆国のジャスティン・ガトリンの次につけて銀メダルを獲得。2007年の世界陸上大阪大会では出場権を獲得できなかったが、翌年のオリンピックでは出場権を獲得し順当に勝ち上がり自己ベストを更新して同国で100 mの世界歴代2位の記録を持つアサファ・パウエルに続き6位入賞を果たした。4×100 mリレーではネスタ・カーター、ウサイン・ボルト、アサファ・パウエルと走り決勝では37秒10の世界新記録（当時）で優勝した。ただし、予選ではボルトの代わりにドワイト・トーマスが走っている。

## 主な実績
| 種目  | 大会                           | 記録   | 結果        | 日時           | 風       | 場所                       |
| ----- | ------------------------------ | ------ | ----------- | -------------- | -------- | -------------------------- |
| 100 m | ワールドアスレチックファイナル | 10秒16 | 5位         | 2009年9月12日  | -0.2 m/s | ギリシャ, テッサロニキ     |
| 100 m | 世界選手権                     | 10秒14 | 準決勝5位   | 2009年8月26日  | -0.2 m/s | ドイツ, ベルリン           |
| 100 m | ワールドアスレチックファイナル | 10秒10 | 3位         | 2008年9月13日  | +0.4 m/s | ドイツ, シュトゥットガルト |
| 100 m | オリンピック                   | 9秒97  | 6位         | 2008年8月16日  | ±0.0 m/s | 中国, 北京                 |
| 100 m | ワールドアスレチックファイナル | 10秒11 | 3位         | 2007年9月22日  | -0.3 m/s | ドイツ, シュトゥットガルト |
| 100 m | コモンウェルスゲームズ         | -(sf)  | 失格        | 2006年3月20日  |          | オーストラリア, メルボルン |
| 100 m | 世界選手権                     | 10秒05 | 2位         | 2005年8月7日   | +0.4 m/s | フィンランド, ヘルシンキ   |
| 100 m | オリンピック                   | 10秒29 | 準決勝6位   | 2004年8月22日  | -1.6 m/s | ギリシャ, アテネ           |
| 100 m | 世界選手権                     | 10秒25 | 二次予選6位 | 2003年8月24日  | ±0.0 m/s | パリ, サン＝ドニ           |
| 100 m | 世界ジュニア                   | 10秒46 | 5位         | 2000年10月18日 | +0.1 m/s | チリ, サンティアゴ         |

## 自己記録
- 50 m：5秒74（ 2012年2月14日）
- 60 m：6秒62（ 2012年2月14日）
- 100 m：9秒88（+1.0 m/s）（2011年6月30日）
- 200 m：20秒63 （+0.6 m/s）（2002年5月9日）
- 400 mリレー：36秒84（2012年8月11日、世界記録、第2走者）